# Louise Porton
 (février 2023).
La mise en forme du texte ne suit pas les recommandations de Wikipédia : il faut le « wikifier ».
Les points d'amélioration suivants sont les cas les plus fréquents. Le détail des points à revoir est peut-être précisé sur la page de discussion.
- Les titres sont pré-formatés par le logiciel. Ils ne sont ni en capitales, ni en gras.
- Le texte ne doit pas être écrit en capitales (les noms de famille non plus), ni en gras, ni en italique, ni en « petit »…
- Le gras n'est utilisé que pour surligner le titre de l'article dans l'introduction, une seule fois.
- L'italique est rarement utilisé : mots en langue étrangère, titres d'œuvres, noms de bateaux, etc.
- Les citations ne sont pas en italique mais en corps de texte normal. Elles sont entourées par des guillemets français : « et ».
- Les listes à puces sont à éviter, des paragraphes rédigés étant largement préférés. Les tableaux sont à réserver à la présentation de données structurées (résultats, etc.).
- Les appels de note de bas de page (petits chiffres en exposant, introduits par l'outil «  Source ») sont à placer entre la fin de phrase et le point final[comme ça].
- Les liens internes (vers d'autres articles de Wikipédia) sont à choisir avec parcimonie. Créez des liens vers des articles approfondissant le sujet. Les termes génériques sans rapport avec le sujet sont à éviter, ainsi que les répétitions de liens vers un même terme.
- Les liens externes sont à placer uniquement dans une section « Liens externes », à la fin de l'article. Ces liens sont à choisir avec parcimonie suivant les règles définies. Si un lien sert de source à l'article, son insertion dans le texte est à faire par les notes de bas de page.
- La présentation des références doit suivre les conventions bibliographiques. Il est recommandé d'utiliser les modèles {{Ouvrage}}, {{Chapitre}}, {{Article}}, {{Lien web}} et/ou {{Bibliographie}}. Le mode d'édition visuel peut mettre en forme automatiquement les références.
- Insérer une infobox (cadre d'informations à droite) n'est pas obligatoire pour parachever la mise en page.

Pour une aide détaillée, merci de consulter Aide:Wikification.
Si vous pensez que ces points ont été résolus, vous pouvez retirer ce bandeau et améliorer la mise en forme d'un autre article.
Louise Porton (née en 1996) est une double meurtrière britannique qui a attiré l'attention du public en 2019 lorsqu'elle a été reconnue coupable du meurtre de ses deux enfants alors qu'ils "gênaient" sa vie sexuelle. Entre le 2 janvier et le 1er février 2018, elle a agressé à plusieurs reprises puis tué ses deux filles, âgées respectivement de 3 et 17 mois. Les soupçons sont rapidement tombés sur elle quand on a remarqué qu'elle se souciait peu de la mort inexpliquée de ses deux enfants à seulement 18 jours d'intervalle, et une enquête policière a révélé qu'elle avait effectué un certain nombre de recherches incriminantes sur Internet à l'époque pour tenter de savoir comment assassiner avec succès ses enfants et dissimuler ses crimes. Au procès, elle a été reconnue coupable par décision unanime du jury et condamnée à un minimum de 32 ans d'emprisonnement. Elle est emprisonnée à la prison HM Foston Hall.

## Contexte
Au moment des meurtres, Porton, 22 ans, et ses enfants, Lexi, 3 ans, et Scarlett, 17 mois, vivaient à Beechwood Court à Rugby, dans le Warwickshire,. Entre août 2016 et novembre 2017, ils vivaient à une adresse à Willenhall, près de Walsall, où la propriétaire passait "de plus en plus de temps" à s'occuper des enfants alors que Porton socialisait au lieu de s'occuper d'eux. La propriétaire a témoigné plus tard que Porton faisait "tout ce qu'elle pouvait pour ne pas les avoir avec elle". Porton prétendait être mannequin et passait beaucoup de temps sur des applications de rencontres et offrait aux hommes des services sexuels contre de l'argent,,. Le père des enfants n'avait pas eu de contact avec eux et n'avait jamais rencontré Scarlett. Porton admettra plus tard qu'elle a découvert que la parentalité n'était "pas l'une des choses les plus faciles à faire".

## Meurtres

### Lexi Draper
En janvier 2018, la fille de Porton, Lexi Draper, a été hospitalisée à plusieurs reprises pour des maladies que les médecins n'ont pas pu expliquer,. Elle a d'abord été transportée à l'hôpital le 2 janvier souffrant de difficultés respiratoires, avant d'être reprise le 4 janvier, les deux fois n'ayant été sauvée que par le travail des ambulanciers,,,. Ses symptômes correspondaient à une obstruction délibérée des voies respiratoires, mais les médecins de l'époque ne considéraient pas cela comme suspect et pensaient que son état résultait d'une infection pulmonaire. Pendant que sa fille était à l'hôpital, Porton s'est montrée peu soucieuse de son enfant, envoyant des photos de nu à un photographe depuis les toilettes de l'hôpital et en proposant des actes sexuels en échange d'argent,.
Quelques jours seulement après la sortie de Lexi de l'hôpital, Porton a appelé le 999 pour signaler que sa fille était de nouveau malade. Lorsque l'opérateur a demandé si la fille respirait, Porton a simplement répondu "non". Lorsque les secours sont arrivés, on a découvert que Lexi était morte depuis longtemps avant même que sa mère ne signale son malaise. Malgré son décès, Porton a de nouveau montré peu d'inquiétude pour sa fille, passant le lendemain à accepter 41 demandes d'amis sur l'application de rencontres Meet Me et également à envoyer des messages aux hommes sur une autre application, Badoo. Elle a envoyé un message à un homme "ma petite fille est décédée hier" alors qu'ils parlaient de tatouages. Elle a également passé la journée à organiser des rencontres avec des hommes,. Quelques semaines après la mort de sa fille, Porton a été entendue rire dans le salon funéraire par l'organisateur funéraire, qui a déclaré l'avoir vue utiliser FaceTime pour parler à un homme,.

### Scarlett Vaughan
Seulement 18 jours après la mort de Lexi, et seulement deux jours après que Porton ait été entendu rire au salon funéraire, l'autre fille de 17 mois de Porton est décédée subitement et inexplicablement,. Porton avait appelé le 111, la ligne non urgente du NHS, signalant que sa fille n'était pas bien, mais bien qu'elle ait affirmé qu'elle pensait que l'état "ne semblait pas urgent", le tout-petit a été retrouvé mort et "complètement sans vie" au moment où les ambulanciers sont arrivés 9 minutes plus tard. On a de nouveau découvert que l'enfant était mort depuis un certain temps avant que Porton n'ait appelé à l'aide. Les médecins ont de nouveau constaté que la mort était compatible avec une obstruction délibérée des voies respiratoires, et Porton a de nouveau montré peu d'inquiétude face à la mort soudaine et inexpliquée,.
Les médecins n'ont pu trouver aucune raison naturelle pour laquelle l'un des enfants, et encore moins les deux, était décédé,. Porton a affirmé que Scarlett avait la grippe.

## Enquête
Les soupçons se sont rapidement dirigés sur Porton et la police a alors découvert qu'elle avait effectué une série de recherches incriminantes sur Internet tout au long du mois de janvier, indiquant qu'elle avait tué ses enfants et tenté de le dissimuler. Il a été découvert qu'elle avait fait des recherches sur la mort, la respiration et la noyade lorsqu'elle avait initialement admis Lexi à l'hôpital les 2 et 4 janvier, et avait également recherché combien de temps il fallait pour que les corps deviennent "froids jusqu'à l'épaule",. Après que Lexi ait été soigné avec succès et libéré de l'hôpital, Porton a cherché "pouvez-vous réellement mourir si vous avez le nez bouché et vous couvrez la bouche avec du ruban adhésif" et "combien de temps après la noyade quelqu'un peut-il être réanimé?". Elle a également lu un article intitulé "Bébé ramené à la vie après avoir failli se noyer". La police a déclaré qu'il ressortait clairement des preuves que Porton avait tenté à deux reprises de tuer sa fille avant de finalement réussir le 15 janvier. Les preuves indiquaient clairement que les deux enfants étaient morts parce que quelqu'un avait délibérément gêné leur respiration, et cette personne ne pouvait être que Porton.

## Procès et condamnation
Porton a été traduit en justice en 2019 pour les deux meurtres et reconnu coupable par décision unanime du jury. La juge a qualifié les actions de Porton de "malfaisantes" et de "calculées", et a déclaré qu'elle était sûre que Porton était responsable des événements ayant conduit aux admissions antérieures de Lexi à l'hôpital le 2 janvier et le 4 janvier, lorsque sa vie n'a été sauvée que par une réanimation par des ambulanciers paramédicaux. Le juge a également noté que Porton n'avait alors appelé les services d'urgence que lorsqu'elle savait que ses filles étaient mortes, disant que "je ne doute pas que vous ayez retardé l'appel d'une ambulance jusqu'à ce que vous soyez sûr qu'elle était morte et ne pouvait pas être réanimée." Il a été conclu que Porton avait tué les enfants parce qu'ils avaient "entravé" sa vie sexuelle,. Elle a été condamnée à un peine minimum de 32 ans d'emprisonnement. Elle n'a montré aucun remords pour ses actes.

### Réaction
La condamnation de Porton a reçu une couverture médiatique importante à la fois au Royaume-Uni,, et à l'étranger,,, les médias notant son insensibilité à tuer ses enfants uniquement à cause de sa vie sexuelle,. Le conseil du comté de Warwickshire et le conseil de sauvegarde du Warwickshire ont déclaré qu'un examen sérieux du cas serait commandé à la suite du décès des deux enfants.
Le père des enfants, Chris Draper, a publié une déclaration disant qu'il était "effondré", commentant :

« Why did Louise do something so evil to our beautiful daughters? You are their mother, the person supposed to care for them, protect and love them. They were just an inconvenience to you; how could you do this? I sit and think day and night and I can't understand why my two little girls were taken away because Louise wanted to sleep around. »

## Événements ultérieurs et notoriété durable
Porton est emprisonné à la prison HM Foston Hall. En décembre 2019, peu de temps après sa condamnation, il y a eu une controverse lorsqu'il a été rapporté que Porton recevrait «trois repas de Noël» en prison.
En février 2020, il y a eu un regain d'intérêt des médias pour le cas de Porton après que sa mère, qui aurait été "tourmentée" par la mort de ses petits-enfants et avait renié sa fille, a été retrouvée morte,. Le décès n'a pas été considéré comme suspect et a été considéré comme un suicide,.
Le cas de Porton a été présenté dans un livre de janvier 2021 de Richard Taylor, intitulé The Mind of a Murderer: A Glimpse Into the Darkest Corners of the Human Psyche, d'un psychiatre médico-légal de premier plan.
Le cas de Porton a été référencé dans un certain nombre de revues universitaires axées sur les femmes meurtrières et la réponse des médias au cas de Porton. En mai 2022, son cas a été discuté dans le British Journal of Social Work, dans un article intitulé « Social Workers Failed to Heed Warnings » : A Text-Based Study of How a Profession is Prayed in UK Newspapers. Toujours en mai 2022, Porton a fait l'objet d'un article dans le Journal of Concurrent Disorders, intitulé Analyse de la psychologie discursive utilisée dans les médias numériques pour influencer l'opinion publique concernant les tueuses d'enfants.